# Luis Casimiro Palomo Cárdenas
Luis Casimiro Palomo Cárdenas (Villamayor de Calatrava, Ciudad Real, 21 de juny de 1960), conegut simplement com Luis Casimiro, és un entrenador de basquetbol manxec. És un dels 10 entrenadors amb més partits dirigits a la lliga espanyola i al seu palmarès destaca el títol de lliga de la temporada 1997-1998, dirigint el TDK Manresa.

## Trajectòria com a entrenador
- ¿?: Entrenador del CB Puertollano.
- ¿?: Entrenador del CB Almodóvar del Campo.
- 1990-1992: Entrenador del CB Don Benito.
- 1992-93: CB Don Benito i Club Bàsquet Breogán; debut a l'ACB en incorporar-se al Breogán com a segon entrenador a les ordres de Ricardo Hevia.
- 1993-94: Nou Basket Gandia (Primera Divisió).
- 1994-95: Etosa Alacant (Lliga EBA).
- 1995-96: CB Salamanca; segon entrenador ajudant de Pedro Martínez (ACB)
- 1996-97: Gijón Basket (LEB)
- 1997-99: TDK Manresa
- 1999-00: Càceres CB
- 2000-02: Pamesa València
- 2002-03: Forum Valladolid
- 2003-04: Etosa Alacant. L'1 de desembre és cessat i substituït per Alfredo García, el seu entrenador ajudant, fins a l'arribada de Trifón Poch. El 5 de desembre és oficialment donat de baixa.
- 2004-05: Baloncesto Fuenlabrada (LEB). on aconsegueix el títol de la lliga LEB i l'ascens a l'ACB.
- 2005-08: Alta Gestión Fuenlabrada (ACB)
- 2008-11: CB Estudiantes (ACB)
- 2011-12: CB Valladolid (ACB). Destituït després de la Jornada 18.
- 2011-12: Unicaja Màlaga (ACB). Contractat a la jornada 26.
- 2014-15: Baloncesto Fuenlabrada (ACB). Contractat a la jornada 20 de la Lliga 2013-14. Destituït a la jornada 15 de la lliga 2014-15.
- 2015-16: Reial Betis (ACB)
- 2016-18: CB Gran Canària (ACB)
- 2018-21: Unicaja Màlaga (ACB)
- 2021: Casademont Saragossa (ACB)
- 2021: Promitheas Patras BC (A1 Ethniki)
- 2021-23. Reial Betis (ACB)
- 2024-actualitat CB Breogán (ACB)

## Palmarès com a entrenador
- Campió de la Lliga ACB amb el TDK Manresa a la temporada 1997-98.[2]
- Campió de la Supercopa d'Espanya 2016, amb l'Herbalife Gran Canària.[3]
- Campió de la Lliga LEB de la temporada 2004/05, amb Fuenlabrada.[4]
- Campió de la Copa del Príncep 2005, amb Fuenlabrada.[4]
- Subcampió de la Copa Saporta de la temporada 2001-02, amb el Pamesa València.[4]
- Medalla de Bronze de la Basketball Champions League de la temporada 2020-21, amb Saragossa.[5]

### Distincions individuals
- Nomenat Millor Entrenador de l'Any de la temporada 1997-98 per l'ACEB.[6]
- Nomenat Millor Entrenador de la temporada 1997-98 per la revista Gigantes del Basket.[7]
- Nomenat Millor Entrenador de l'Any de la temporada 1997-98 per l'Associació Espanyola d'Entrenadors de Bàsquet (AEEB).[8]
- El 1999 rep la Insígnia d'or del Bàsquet Manresa en reconeixement a la tasca desenvolupada al club en la seva etapa com a entrenador.[9]
- El 2008 l'Ajuntament de Puertollano dóna el nom "Luis Casimiro Palomo" a un pavelló poliesportiu de la ciutat.[10]
- L'any 2009 l'Ajuntament de Puertollano el nomena Cavaller de l'Orde del Sant Vot.[11]